# Тахирпур
Тахирпур (бенг. তাহিরপুর, англ. Tahirpur) — город на северо-востоке Бангладеш, административный центр одноимённого подокруга. Площадь города равна 4,13 км². По данным переписи 2001 года, в городе проживало 6879 человек, из которых мужчины составляли 51,20 %, женщины — соответственно 48,80 %. Плотность населения равнялась 1666 чел. на 1 км². Уровень грамотности взрослого населения составлял 34,6 % (при среднем по Бангладеш показателе 43,1 %).